# Kjartan Ólafsson
Kjartan Ólafsson (959-1003) fue un personaje histórico y uno de los protagonistas de la saga de Laxdœla. Hijo favorito de Ólafur pái Höskuldsson, prominente caudillo vikingo en Islandia y Þorgerður Egilsdóttir, la hija del escaldo Egill Skallagrímsson.
Kjartan viajó con su hermanastro Bolli Þorleiksson y ambos estaban muy unidos pero se fueron distanciado cuando Bolli se casó con la mujer que amaba Kjartan, Guðrún Ósvífursdóttir. Guðrún, famosa por su belleza, había sido cortejada por Kjartan y Þorleiksson, pero aunque ella prefería a Kjartan, cedió a las pretensiones de Þorleiksson por un falso rumor sobre Kjartan y un compromiso de matrimonio con Ingibjörg, la hermana del rey Ólaf Tryggvason.
Según Oddr Snorrason, Ólafur había pronosticado que la lucha se produciría entre Kjartan y Bolli. La hostilidad no se hizo esperar, y la tensión fue creciendo entre los dos hasta que la enemistad se convirtió en un asunto de sangre cuando Bolli mató a Kjartan con la espada «mordedora de piernas» en 1003 que precisamente había sido regalada a Bolli por su prima Thurid, hermana de Kjartan.
Bolli fue a su vez asesinado en venganza por los familiares de Kjartan.
Kjartan se casó con Hrefna Ásgeirsdóttir (n. 962), una hija de Ásgeir Auðunsson, y de esa relación nacieron dos hijos: Ásgeir (n. 984) y Skúmur Kjartansson (n. 986).
Kjartan aparece como personaje secundario en varias sagas nórdicas: Saga de Egil Skallagrímson, saga de Njál, Saga de Gunnlaugs ormstungu, saga de Grettir, Saga Vatnsdœla, y Landnámabók.